# Alejandro Radetic
Alejandro Radetic (10 de septiembre de 1980) Se destacó desde el año 2008, por su participación en la categoría Drift, de origen japonesa en la cual adquirió varios títulos internacionales. En el año 2010, incursionó en el Top Race Series a bordo de un Ford Mondeo II de la escuadra Abraham Sport Racing, disputando el Torneo Clausura 2010 de Top Race. En 2023 subió al podio de la principal categoría de motonáutica, la F1 powerboat. Es campeón del 2024 del SuperDrive Teletón en Montevideo, Uruguay  

## Biografía
La carrera deportiva de Alejandro Radetic, se inició en el año 1998, aunque no precisamente en la conducción, ya que a diferencia de otros pilotos no compitió en categorías de karts. En esos años, Radetic se encargaba de la preparación de vehículos para exhibiciones en exposiciones automovilísticas, para luego iniciar sus primeros pasos en las acrobacias automovilísticas. Fue así que comenzó a iniciarse en esta categoría de automovilismo acrobático.
En el año 2008, es contratado por la empresa Evolution Drift, organizadora de espectáculos de Drift para exposiciones y eventos automovilísticos. [cita requerida]Esta actividad, despertó el interés de la categoría Top Race, con quienes Evolution Drift había llegado un acuerdo para la realización de espectáculos de medio tiempo en cada competencia de esta categoría. En estos eventos, Alejandro Radetic compartía escena con otros pilotos de origen japonés, realizando acrobacias a bordo de una cupé de una marca japonesa. La primera presentación de esta sociedad, tuvo lugar en el Autódromo de la Ciudad de Paraná, en el cierre del campeonato 2009.
Este año, la carrera de Radetic daría un giro de 180 grados, cuando al finalizar el torneo anteriormente mencionado, le fue cursada una invitación formal para competir profesionalmente en automovilismo de velocidad. Así fue como Radetic empezó a hacer sus primeras armas en el automovilismo, al competir en el Top Race Series, categoría en la que debutó en el segundo semestre de 2010, disputando el Torneo Clausura 2010 a bordo de un Ford Mondeo II del equipo Abraham Sport Racing. Sin embargo, no todas fueron buenas en la carrera de Radetic, ya que luego de este torneo se iniciaría un conflicto entre el piloto y la empresa Evolution Drift, terminando con el alejamiento de Radetic de dicha empresa y el consecuente alejamiento de la misma del Top Race.
Si bien en 2011 se bajó provisoriamente del Top Race, continuó desarrollando su carrera profesional compitiendo en karts, debutando en la categoría Senior Max de la Copa Rotax del Campeonato Argentino de Open Kart. Su debut no fue el esperado, ya que en la primera fecha de este campeonato sufrió un accidente que le provocó un severo traumatismo en una mano. Al mismo tiempo, el Top Race le confió la tarea de dirigir y organizar la división Top Race Drifting, la divisional propia de Drift del Top Race, en la cual actualmente se desempeña a bordo de un Mitsubishi Lancer Evolution.
En abril de 2011 en la ciudad de Colón, Buenos Aires, Argentina, Radetic formó parte de un evento organizado por el piloto Marcos Di Palma, donde el mítico piloto y amigo de Radetic festejo sus 20 años en el automovilismo Argentino, realizando un show de Drifting. Para mediados del año 2011, Radetic se comprometió a realizar eventos a beneficio para niños, realizando junto a la agrupación "La República de Barracas", una colecta donde a cambio dio un show de drift en la calle, acompañado por Cristian U. (ganador del reality Gran Hermano 2011 y amigo personal) y en la Av. 9 de Julio frente al Obelisco en pleno centro porteño, promocionó la "Carrera del Año" edición 2011 de la Top Race, en la cual se presentó junto a los exfutbolistas Roberto Carlos Abbondanzieri y Martín Palermo, ante 60 mil personas en conjunto con la Formula Truck.[cita requerida] En esta oportunidad, Radetic dio a conocer por televisión en vivo para Latinoamérica a sus nuevos pilotos de Drifting que él mismo entreno. En octubre del 2011 fue contratado por la firma americana Hot Wheels para formar parte con sus autos de la gira Hot Wheels Drifting [cita requerida]
En 2013 se convirtió en el primer piloto Argentino en representar mundialmente al país[cita requerida] en la disciplina Drift durante el 18 y 19 de mayo en la ciudad de Bordeaux, Francia a bordo de un Ford Mustang de 620hphttp://www.lt10.com.ar/noticia/82577--Alejandro-Radetic-viaja-a-sumar-experiencia-
En 2016 durante el mes de septiembre viajó a Italia y España consiguiendo el 4.º puesto mundial de drifting Profesional pro 2 en la ciudad de Barcelona. También llegó al podio en el 2.º puesto de Federal a bordo de un BMW M3 e36
En 2018 incursionó en la mayor categoría de motonáutica de Sudamérica la F1 powerboat en la cual consiguió muy buenos resultados y actualmente en 2019 continua.

## Detención
El 5 de mayo de 2017 fue detenido en un allanamiento en su casa de un barrio privado de Tigre (Buenos Aires) acusado de correr picadas por la avenida porteña 9 de Julio a 240 kilómetros por hora y por la zona metropolitana de la Ciudad de Buenos Aires a más de 240 km/h.
En el operativo, la Policía bonaerense encontró un importante arsenal compuesto por armas largas y cortas -con miles de cartuchos, y más de 32 armas de fuego las cuales todas resultaron estar correctamente inscriptas.

## Vínculos políticos y aportes en la campaña presidencial
Alejandro Gastón Radetic, aportó en 2015 62.500 pesos a la campaña presidencial de Cambiemos, en enero de 2017 le ofreció al presidente Mauricio Macri su auto blindado Lexus LS 400 japonés sin costo alguno. Durante la gestión del PRO en la Ciudad de Buenos Aires Radetic fue aportante de campaña y con su constructora resultó ganadora de cuantiosas licitaciones en la Ciudad de Buenos Aires durante los últimos años, por un valor superior a los 422 millones de pesos. En Ciudad de Buenos Aires, la firma de Radetic Marcalba SA,es una de las grandes beneficiadas por la obra pública en mantenimiento y refacciones en calles y veredas. Ya en 2015 Radetic donó 62.500 pesos al partido de Macri en marzo para la campaña presidencial, el mismo día, su socio Alberto Andrenacci aportó otros 250 mil pesos. También se señaló los vínculos de Radetic con el intendente de Cambiemos Pablo Petrecca, quien le adjudicó la repavimentación de la avenida de Circunvalación por más de 100 millones de pesos, lo que motivó la denuncia del concejal Santiago Aguiar ya que Marcalba SA, no solamente muy vinculada a la campaña electoral del proyecto Cambiemos sino también denunciada en 2011 por la Coalición Cívica por sobrefacturación de obra pública en la Ciudad. Desde la llegada de Mauricio Macri al poder, su firma cosechó jugosos contratos que firmó con Vialidad Nacional y otros municipios relacionados al PRO entre ellos Junín y Adolfo Alsina. Días después de su detención el fiscal federal con competencia electoral Jorge Di Lello decidió tomar algunas medidas para investigar si han existido ilícitos vinculados al dinero del corredor que hizo una donación al partido de Mauricio Macri las cuales resultaron negativas.

## Trayectoria
- 2008: Piloto de Drift (Nissan 300 ZX)
- 2009: Piloto de Drift (Mitsubishi Lancer Evolution)
- 2010: Piloto de Drift, 1.º semestre  (Toyota Supra)

Top Race Series, Torneo Clausura (Ford Mondeo II)
- 2011: Campeonato Argentino de Open Kart (Copa Rotax, Categoría Senior Max)

Piloto de Top Race Drifting (Nissan 200SX)
Piloto de Drift Internacional (Mazda RX-7)
- 2012: Piloto de Drift (Nissan 180SX)
- 2013: Piloto de Drift internacional (Francia) (Ford Mustang)
- 2015: Piloto de Drift (BMW E46 turbo)
- 2016: Piloto de Drift Internacional (España) (BMW M3)
- 2018: Piloto de F1 powerboat (F1 Mercury)
- 2024: Piloto de superdrive Campeón en Uruguay (BMW 328t)

### Trayectoria en Top Race
| Temporada            | Categoría       | Vehículo       | Equipo               | Posición final   |
| -------------------- | --------------- | -------------- | -------------------- | ---------------- |
| Torneo Clausura 2010 | Top Race Series | Ford Mondeo II | Abraham Sport Racing | 15.º (19 puntos) |